# Route nationale 589 (Belgique)
Pour les articles homonymes, voir Route nationale 589 (homonymie).
La route nationale 589 est une route nationale de Belgique de 40,2 kilomètres qui relie Boussu-lez-Walcourt à Cul-des-Sarts via Cerfontaine et Baileux

## Description du tracé

### Communes sur le parcours
- Région wallonne
  -  Province de Hainaut
    - Boussu-lez-Walcourt
    - Chimay
    - Cerfontaine
    - Cul-des-Sarts

### Dédoublements

#### N589a
Pour les articles homonymes, voir Route nationale 589a.
La route nationale N589a est une route nationale de Belgique de 11 kilomètres qui relie la rue Hameau du Poncia à Falemprise N589 à la rue du Moulin à Cerfontaine N589 en contournant le Lac de l'Eau d'heure.